# Университет Фрейзербурга
Университет Фрейзербурга просуществовал недолго, он был основан в 1592 году в Фрейзербурге, Шотландия, сэром Александром Фрейзером из Филорта. Первым и единственным директором школы был Шарль Ферм.

## История
В 1592 году Фрейзербург стал городом, и сэр Александр Фрейзер получил разрешение основать там университет. В 1597 году парламент подтвердил это и правительство согласилось выделить ему деньги на его создание, и началось строительство трехэтажного четырехугольного здания.
Чарльз Ферм, который ранее учился и преподавал в Эдинбургском университете, был назначен ректором в 1600 году, но это было ненадолго, так как он был арестован в 1605 году за участие в генеральной ассамблее Абердина.
В 1609 году Ферм был освобожден и продолжал преподавать в Фрейзербурге до его смерти в 1617 году, после чего университет был закрыт.
Во время эпидемии чумы в Абердине в 1647 году Королевский колледж был временно перемещен в старые здания университета, но после этого здания были заброшены, и постепенно были снесены. Сохранившаяся часть университета — Скрижаль Моисея — находится в южный церкви города.